# Beverley Brook
Der Beverley Brook ist ein Wasserlauf in Greater London. Er entsteht im Cuddington Park im London Borough of Sutton und wird dann unterirdisch bis zum Worcester Park östlich des Bahnhofs Worcester Park geführt. Er fließt in nördlicher Richtung und bildet dabei zunächst die Grenze zwischen dem Wimbledon Common im London Borough of Merton und Coombe im Royal Borough of Kingston upon Thames. Er durchquert den Richmond Park und stellt dann die Grenze zwischen East Sheen im London Borough of Richmond upon Thames und Roehampton im London Borough of Wandsworth dar. Nach dem Unterqueren der Hounslow Loop Line östlich des Bahnhofs Barnes Bridge Station wendet sich der Beverley Brook nach Osten, um in Barnes auf der Grenze zwischen Richmond upon Thames und Wandsworth in die Themse zu münden.